# Hip Hop Uncovered
Hip Hop Uncovered é uma série documental de seis partes do FX que estreou em fevereiro de 2021. A série discute a conexão entre artistas de hip hop e cultura de rua, e aqueles nos bastidores que ajudaram a "unir" eles. As histórias são contadas através dos olhos de Big U, Deb Antney, Bimmy, Trick Trick e Hatian Jack, que foram considerados percussores na conexão da cultura de rua com o hip hop.